# Batracobdelloides koreanus
Batracobdelloides koreanus (лат.) — вид плоских пиявок (Glossiphoniidae).

## Название
Родовое название Batracobdelloides происходит от наименования близкого рода пиявок Batracobdella (латинский суффикс -oides имеет значение «близкий, похожий»), в свою очередь, происходящего от греческого βάτραχος «лягушка» и βδέλλα «пиявка» — Batracobdella является эктопаразитом лягушек.
Видовой эпитет koreanus происходит от названия полуострова Корея.

## Описание
Общая длина Batracobdelloides koreanus составляет 5—8 мм, ширина 3—4 мм. Тело листообразное, уплощённое в спинно-брюшном направлении, с тремя продольными рядами сосочков конической формы. Края тела с мелкими зазубринами.
Окраска тела светло-жёлтая, с семью продольными полосами более тёмного, буроватого цвета. Вдоль тела идёт три ряда округлых сосочков маленького размера (внешне практически неразличимы). Брюшная сторона тела светлая, однотонно-желтоватая. На задней присоске хорошо заметны буроватые радиальные полосы.
Тело сегментированное, сегменты I—II слиты, сегменты III—IV состоят из двух колец, сегменты V—XXIV — из трёх колец, сегменты XXV—XXVII — из 1 кольца. Суммарно количество колец равно 68.
На переднем конце тела имеется две пары глаз, глаза передней пары существенно редуцированы, в то время как глаза задней пары крупные, находятся на III сегменте.
Имеется мускулистый хобот. Желудок с 7 парами слабоветвистых карманов (отростков), задние карманы ветвятся, образуя по 4 отростка. Кишечник с 4 парами коротких карманов.
Гермафродиты. Имеются семенной и яйцевой мешки. Мужское и женское половые отверстия (гонопоры) разделены 1 кольцом (мужская гонопора расположена между XI и XII сегментами, женская — на XII сегменте). Семенных мешков 6 пар. Размножение ни разу не наблюдалось.

## Образ жизни
Batracobdelloides koreanus обнаружена внутри мантийных полостей двустворчатых моллюсков Nodularia sinuata (семейство перловицы). Такого рода ассоциации не уникальны для этого вида — они показаны для нескольких других видов рода Batracobdelloides, а также родов Hemiclepsis и Placobdella.
Эктопаразит. Питается кровью рыб (показано питание на змееголовах Channa argus).
Доподлинно неизвестно, в каких взаимоотношениях Batracobdelloides koreanus находится с двустворчатым моллюском-хозяином. Авторы описания вида предполагают, что молодые особи могут питаться слизью и соками моллюска, однако процесс питания пока никто не наблюдал.

## Распространение
Обнаружена на территории Южной Кореи в бассейнах рек Сомджинган и Мангёнган, в том числе в ирригационном канале.

## Таксономия
Согласно молекулярным данным, наиболее близкие виды — Batracobdelloides amnicolus и Batracobdelloides tricarinatus.